# Institut for Filosofi og Idehistorie
Ved Afdeling for Filosofi og Idéhistorie  under Institut for Kultur og Samfund ) (tidligere Institut for Filosofi og Idéhistorie) i Nobelparken  ved Aarhus Universitet arbejdes der med tænkning og en række intellektuelle strømningers betydning for menneskelige samfund. Tanker i vestlig historie bruges både i en international forskningsindsats og som uddannelsesmateriale for studerende.
Instituttet udgør med 30 fuldtidsforskere og et antal løsere tilknyttede undervisere det mindste institut på Det Humanistiske Fakultet.

## Afdelinger
- Afdeling for Filosofi
Forskerne beskæftiger sig systematisk med argumentation, begrundelse og gyldigheden af, hvordan man stiller eller besvarer almene spørgsmål.

- Afdeling for Idéhistorie
Forskerne anlægger et historiserende perspektiv på de idéer og tanker, som på tværs af faggrænser har kendetegnet den vestlige verden siden Antikken. Historien bruger idéhistorie til et aktualiserende perspektiv på, hvilke idéer der gør sig gældende i dag.

## Historie
Instituttet opstod ved en sammenlægning af de daværende Institutter for Idéhistorie og Filosofi i 2004. Det udgør en del af Det Humanistiske Fakultet (Aarhus Universitet) og er henlagt til Nobelparken i den nordlige del af Århus.
Hvor Filosofis lange historie som selvstændigt fag begyndte med Aarhus Universitets oprettelse i 1928, blev faget Idéhistorie første gang udbudt i 1968. Instituttet havde i en årrække kun to professorer. For filosofi Uffe Juul Jensen, og for idéhistorie Hans-Jørgen Schanz. Tidligere har bl.a. professorerne Justus Hartnack og Johannes Sløk tegnet fagene i den danske offentlighed. I dag er der ved afdelingen for filosofi ansat en række professorer: Professor Johanna Seibt som udover hendes speciale i process ontologi er verdens førende ekspert inden for området Robophilosophy (herunder philosophy of social robotics); Professor Asbjørn Steglich-Petersen, som arbejder inden for området epistemologi, og fra august 2019 professor Somogy Varga, som blandt har specialiseret sig inden for området psykiatri filosofi. Udover disse professorer er der ved instituttet ansat flere professorer med særlige opgaver. Professor MSO Mikkel Thorup, idéhistorie. Professor MSO Dorthe Jørgensen, idéhistorie og professor MSO Thomas Schwarz Wentzer ved filosofi.